# 政田屋平吉
政田屋 平吉（まさだや へいきち、生没年不詳）とは江戸時代末期から明治時代にかけての地本問屋である。

## 来歴
政兵、土橋政田屋と号す。江戸の京橋区土橋丸屋町で文久年間から明治初期にかけて地本問屋を営業している。豊原国周、3代歌川広重、月岡芳年、雲僊の錦絵を出版している。

## 作品
- 豊原国周 『酒簡坐興酌妓婦』 大判3枚続 文久2年
- 豊原国周 『夕涼花火賑』 大判3枚続 明治3年
- 3代歌川広重 『東京築地波止場ホテル館之景』 大判3枚続 明治3年
- 3代歌川広重 『東京築地ホテル館』 大判3枚続 明治3年
- 3代歌川広重 『横浜海岸異人館之図』
- 歌川芳虎 『大隊調練之図』
- 月岡芳年 『一魁随筆』 大判13枚揃物 明治5年‐明治6年
- 豊原国周 『見立十二時之内』 大判揃物 明治5年‐明治6年
- 雲僊 『独逸国軍艦内郭機械図』 大判3枚続 明治7年